# Bryce Cotton
Bryce Jiron Cotton (* 11. August 1992 in Tucson, Arizona) ist ein US-amerikanischer Basketballspieler, der in der puerto-ricanischen Basketballliga BSN für die Mets de Guaynabo aufläuft. In seiner Karriere war er mit den Perth Wildcats in der australasischen NBL dreimal Meister. Dazu war er fünf Mal MVP der Hauptrunde, dreimal MVP des Finals, stand achtmal im All-NBL First Team und war achtmal erfolgreichster Korbjäger der Liga.

## Leben
Cotton ist der Sohn von Yvonne und Charles Cotton und hat einen Bruder und zwei Halbbrüder. Sein Onkel David Adams spielte professionell American Football, unter anderen für die Dallas Cowboys. Cotton heiratete in erster Ehe Simone Tubman. Mit seiner zweiten Ehefrau Rachel hat er eine 2019 geborene Tochter.

## Laufbahn

### NBA
Nachdem Cotton im NBA-Draft 2014 von keinem Team ausgewählt worden war, unterzeichnete er am 7. Juli 2014 einen Vertrag bei den San Antonio Spurs. und trat für diese Mannschaft in sechs Summer-League- und fünf Vorbereitungsspielen an. Vor Beginn der Hauptrunde wurde er nicht in den endgültigen Spielerkader übernommen und zum Farmteam der Spurs, in die NBA G-League nach Austin geschickt. Hier startete er in 34 Spielen und war mit durchschnittlich 22,4 Punkten pro Spiel, drittbester Korbschütze der gesamten Liga. Weiterhin wurde er für das NBA Development League All-Star Game nominiert und am Saisonende ins All-NBA D-League Second Team und ins NBA D-League All-Rookie First Team gewählt.
Am 24. Februar 2015 unterschrieb er einen 10-Tages-Vertrag bei den Utah Jazz und debütierte am 27. Februar gegen die Denver Nuggets in der NBA. In nur sieben Minuten Spielzeit erzielte er 3 Punkte, 2 Rebounds, eine Vorlage und einen Steal. Nachdem er am 6. März 2015 einen weiteren 10-Tages-Vertrag erhalten hatte, unterschrieb er am 16. März 2015 einen Vertrag für die restliche NBA-Saison. Seine höchste Punktzahl in dieser Saison erreichte er in einen Spiel gegen die Dallas Mavericks am 13. April 2015, als er 21 Punkte erzielte. Am Saisonende hatte er in 15 Spielen mitgewirkt und in durchschnittlich 10,6 Minuten 5,3 Punkte erzielt.
Nachdem er 2015 für Utah in der Summer League und der Vorbereitung auf die Saison 2015/16 angetreten war, wurde er am 20. Oktober 2015 entlassen und kehrte zu den Austin Spurs in die NBA G-League zurück. Nach vier bestrittenen Spielen unterzeichnete er einen Vertrag bei den Phoenix Suns für die NBA-Saison 2015/16. Anschließend feierte er am 30. Dezember 2015 seinen Einstand gegen die San Antonio Spurs. Dem folgten nur noch zwei weitere Spiele, bevor er am 7. Januar 2016 entlassen wurde. Er ging daraufhin erneut zu den Austin Spurs zurück, für die er zwei Spiele bestritt und dann Ende Januar 2016 zu den Xinjiang Flying Tigers in die Chinese Basketball Association wechselte. Für diese absolvierte er im Februar und März 2016 neun Spiele mit durchschnittlich 21,2 Punkte, 3,2 Rebounds und 2,7 Assist pro Spiel.
Am 1. April 2016 erhielt er einen 10-Tages-Vertrag bei den Memphis Grizzlies, der anschließend in einen Vertrag bis Saisonende umgewandelt wurde. Er kam in fünf Spielen zu durchschnittlich 1,2 Minuten Einsatzzeit und erzielte 0,8 Punkte.

### Türkei
Nachdem er noch an der NBA Summer League für die Atlanta Hawks an den Start gegangen war, unterschrieb Cotton am 27. August 2016 einen Vertrag bei Anadolu Efes in der türkischen Basketbol Süper Ligi. Hier erzielte er in sieben Liga-Spielen im Schnitt 10,4 Punkte und in 10 Euroleague-Spielen 8,0 Punkte.

### Italien
Am 3. April 2018 nach Ende der NBL Saison ging er zum italienischen Verein Brescia Leonessa in die Lega Basket Serie A und nahm an der Schlussphase der Saison 2017/18 teil. In 4 Spielen der regulären Saison und 7 Playoff-Spielen erzielte er 12,3 Punkte, 2,2 Rebounds und 1,9 Assists pro Spiel.

### NBL
2016/17
Ende Dezember 2016 wechselte Cotton zu den Perth Wildcats in die australasische National Basketball League. Sein erstes Spiel in der bereits seit dem 6. Oktober 2016 laufenden Saison 2016/17 machte er am 3. Januar 2017 gegen die Sydney Kings. Seine dabei erzielten 26 Punkte waren ein neuer Punkterekord für einen Debütanten der Perth Wildcats. Am Ende der Hauptrunde hatte er in elf Einsätzen durchschnittlich 22,1 Punkte erzielt und war damit der führende Korbschütze in der NBL. In den Playoffs führte er seine Mannschaft im ersten Spiel gegen die Cairns Taipans mit 34 Punkten zum Sieg. Indem die Finalserie gegen die Illawarra Hawks mit 3:0 gewonnen wurde, gewann er erstmals die NBL-Meisterschaft. Dabei erzielte er durchschnittlich 27,7 Punkte, inklusive der 45 Punkte im dritten Spiel, die einen Bestwert in einem Spiel einer NBL-Finalserie bedeuteten.
2017/18
Nachdem Cotton im Sommer 2017 für die Atlanta Hawks an der NBA Summer League teilnahm, kehrte er zu Beginn der NBL-Saison im Oktober nach Perth zurück. In der regulären Saison traf 84 Dreier bei 187 Versuchen, was eine Quote von 44,9 Prozent ergab. Dies stellte einen neuen Ligarekord da. Mit durchschnittlich 19,4 erzielten Punkten erhielt er erneut die Auszeichnung als bester Scorer der Liga, wurde MVP der regulären Saison und ins All-NBL First Team gewählt. In den Playoffs schied er nach zwei verlorenen Spielen gegen die Adelaide 36ers im Halbfinale aus, trotz 31 von Cotton in Spiel 2 erzielten Punkten.
2018/19
Am 5. Juni 2018 unterschrieb Cotton bei den Wildcats einen Dreijahresvertrag mit einer Ausstiegsklausel für die NBA. Im ersten Saisonspiel der Saison 2018/19 gegen die Adelaide 36ers erzielte er 22 Punkte zum 99:91-Sieg. Gegen die Brisbane Bullets am 9. November erreichte er mit 37 Punkten seinen höchsten Punktewert in der regulären Saison. Am Ende der Saison war er zum dritten Mal in Folge punktbester Spieler der regulären Saison. Er erhielt den Fans MVP und wurde ins All-NBL First Team gewählt. Im Halbfinale gegen die Bullets setzten sich die Wildcats in zwei Spielen durch, wobei Cotton in Spiel 2 mit 10 Assist seinen Karriere-Bestwert erzielte. In der Finalserie setzten sich die Wildcats in vier Spielen gegen Melbourne United durch, so das Cotton zum zweiten Mal NBL-Meister wurde.
2019/20
Cotton eröffnete am 5. Oktober die Saison 2019/20 mit seinen Wildcats gegen Melbourne United und legte 21 Punkte auf. Am 28. Dezember erzielte er in einem Spiel gegen die Sydney Kings 39 Punkte, davon 18 im vierten Viertel. Nach dem Ende der regulären Saison war er mit durchschnittlich erzielten 22,6 Punkten pro Spiel, wiederum Topscorer der Liga. Mit seinen 1,7 Steals pro Spiel, führte er auch in dieser Kategorie die Liga an. Folgerichtig wurde er zum MVP der regulären Saison gewählt und war Teil des All-NBL First Team. Im Playoff Halbfinale trafen die Wildcats auf die Cairns Taipans in einer best of three Serie. In Spiel 1, das die Wildcats gewannen, traf Cotton zehn Dreier und machte 42 Punkte, die einen Rekord in einem Halbfinalspiel darstellten. Das zweite Spiel der Serie verloren die Wildcats mit 11 Punkten von Cotton, bevor sie Spiel drei gewannen, in dem Cotton nur fünf Punkte beisteuern konnte. Das Finale gegen die Sydney Kings, das eigentlich im best of five Modus ausgetragen werden sollte, wurde nach Spiel 3 aufgrund der COVID-19-Pandemie abgebrochen und die Wildcats die zu diesem Zeitpunkt mit 2:1 führten vorzeitig zum Meister erklärt. Cotton hatte dazu 32, 27 und 31 Punkte beigetragen und wurde zum MVP der Finals gewählt.
2020/21
Im Vorfeld der Saison 2020/21 hatte Cotton einen neuen Dreijahresvertrag bei den Wildcats unterschrieben, der ihm 2 Millionen Australische Dollar pro Saison einbrachte. Aufgrund der Covid-19-Pandemie begann die reguläre Saison erst im Januar 2021. Im ersten regulären Saisonspiel am 24. Januar gegen East Melbourne Phoenix trug er sich mit 27 Punkten, 7 Assists und 5 Steals in die Spielstatistik ein. Am 14. März erreichte er in einem Spiel gegen die Adelaide 36ers mit 34 Punkten seinen Saisonrekord. Am Ende der Saison holte er sich zum fünften Mal in Folge den NBL Scorer-Titel und verteidigte den MVP-Titel. Ebenso wurde er von den Fans zum MVP und ins All-NBL First Team gewählt. Nachdem im Playoff-Halbfinale die Illawarra Hawks in drei Spielen der best of three Serie ausgeschaltet wurden, zog sich Cotton ein Hämatom am linken Bein zu und fiel für den Rest der Saison aus. Im Anschluss verloren die Wildcats das Finale mit 0:3 gegen Melbourne United.
2021/22
Genesen von seiner Verletzung trat Cotton zur Saison 2021/22 an und erzielte im zweiten Saisonspiel gegen die Cairns Taipans 31 Punkte. Am 22. Januar absolvierte er gegen die Illawarra Hawks sein 150 Spiel für die Wildcats, bevor er am 19. Februar gegen die Sydney Kings mit 33 Punkten, davon acht Dreier, seine beste Punkteausbeute der Saison erzielte. Am Ende der regulären Saison auf Platz 5 stehend reichte es für die Wildcats nicht für die Playoffs. Erneut wurde er bester Scorer der Liga und wurde ins All-NBL First Team gewählt. Seine 88 Dreier in der regulären Saison, waren die höchste Dreierausbeute eines Wildcatsspielers aller Zeiten.
2022/23
Nachdem Cotton vor der Saison 2022/23 einen neuen Dreijahresvertrag unterschrieben hatte, startete er am 2. Oktober gegen die Brisbane Bullets mit 23 Punkten, 12 Rebounds, 6 Assists und 6 Steals in die neue Saison. Am 20. Januar 2023 erreichte er in einem Spiel gegen die Sydney Kings mit 11 Assist seine höchste Ausbeute in seiner bisherigen Karriere. Dem folgte am 27. Januar sein erstes 40-Punkte-Spiel in dieser Saison gegen die Illawarra Hawks. Insgesamt war ihm dies in seiner NBL-Laufbahn erst zum dritten Mal gelungen. Am Ende der regulären Saison war er zum fünften Mal in Folge und zum sechsten Mals in sieben Jahren der beste Korbjäger der Liga sowie zum sechsten Mal in Folge im All-NBL First Team. In den Playoffs lieferte Cotton in der ersten Runde gegen die S.E. Melbourne Phoenix 26 Punkte, davon 20 im letzten Viertel ab, die zum Weiterkommen reichten. In der nächsten Runde gegen die Cairns Taipans reichten 19 Punkte und 10 Assist von ihm nicht für die nächste Runde.
2023/24
In die Saison 2023/24 startete Cotton denkbar schlecht, als er in den ersten sechs Spielen durchschnittlich nur 15,2 Punkte bei einer Wurfquote von 32 Prozent erzielte. Nur zwei dieser sechs Spiele konnten die Wildcats gewinnen. Der absolute Tiefpunkt war das Spiel gegen die Brisbane Bullets, als er 10 Punkte bei einer Wurfquote von 16 Prozent machte. Anfang November 2023 hatte er diese Phase überwunden, als er innerhalb von 7 Tagen, in drei aufeinanderfolgenden Spielen 29, 24 und 37 Punkte erzielte. Am 1. Dezember erreichte er dann mit 41 Punkten gegen die Sydney Kings seinen Saisonhöchstwert. In einem Spiel am 21. Januar 2024 erzielte er den 5000. Punkte seiner NBL-Karriere, als erst dritter Spieler nach Chris Goulding und Daniel Johnson. Am Ende der regulären Saison war er zum siebten Mal der führende Scorer der Liga, wurde zum MVP der regulären Saison und zum Fans-MVP gewählt, sowie ins All-First NBL Team nominiert. Er war damit nach Andrew Gaze der zweite Spieler der mindestens viermal MVP wurde. In den Playoffs scheiterten die Wildcats im Halbfinale an dem späteren Meister Tasmania JackJumpers, als sie die Serie mit 1:2 verloren.
2024/25
Nachdem Cotton die Wildcats bei der Saisonpremiere der Saison 2024/25 mit 26 Punkten, davon acht Dreiern zum Sieg über die S.E. Melbourne Phoenix führte, verlor er die nächsten drei Spiele mit durchschnittlich erzielten 18,8 Punkten. Nach einem Rippenbruch im Spiel gegen die New Zealand Breakers am 19. Oktober war er für einen Monat außer Gefecht gesetzt. Nach fünf verpassten Spielen erzielte er am 15. Dezember bei seiner Rückkehr 33 Punkte. Am 1. Dezember gelangen ihm in einem Spiel gegen die New Zealand Breakers 59 Punkte (Wurfquote 18/28 Zweier, 7/15 Dreier, 16/17 Freiwürfe), davon 20 im ersten, 11 im zweiten, 17 im dritten und 11 im vierten Viertel. Diese war die höchste erreichte Punktzahl seit der Saison 2009/10, in der die Spielzeit auf 4 × 10 Minuten abgesenkt wurde. In den folgenden Spielen am 6., 8. und am 14. Dezember erzielte er 40, 49 und 44 Punkte. Vier Spiele mit 40 oder mehr Punkten in Folge schaffte zuletzt Andrew Gaze in der Saison 1991. Ende Dezember erreichte er mit 12 Assists, in einem Spiel gegen die Adelaide 36ers, seinen Karrierehöchstwert. Zum Ende der regulären Saison war er zum achten Mal NBL-Punktbester und wurde zum MVP der regulären Saison, zum Fan-MVP und ins All-NBL First Team gewählt. In den Playoffs erreichten die Wildcats mit einem Sieg gegen die S.E. Melbourne Phoenix das Halbfinale, in dem sie gegen die Melbourne United in der Serie mit 1:2 unterlagen.
Am Ende der Saison kündigte er an, seinen Vertrag bei den Wildcats nicht zu verlängern und Perth nach neun Spielzeiten zu verlassen. Insgesamt spielte er für die Wildcats in 258 Spielen und erzielte 23,1 Punkte im Schnitt.
2025/26
Am 23. Mai 2025 unterzeichnete Cotton, für die Saison 2025/26, einen Dreijahresvertrag bei den Adelaide 36ers, der ihm angeblich über eine Million Dollar pro Saison einbringen soll. Dies wäre der bisher höchstdotierte Spielervertrag in der Geschichte der Liga.

### Puerto Rico
Am 6. März 2025 unterschrieb Cotton einen Vertrag bei den Mets de Guaynabo aus der in Puerto Rico beheimateten Baloncesto Superior Nacional. Am 18. Mai erreichte er mit 29 Punkten, bei einer Niederlage gegen die Criollos de Caguas, seine persönliche Saisonbestleistung. Er beendete die Saison nach 23 Spielen mit im Schnitt 17,2 Punkte, 3,1 Rebounds, 5,1 Assists und 1,5 Steals bei einer durchschnittlichen Spielzeit von 33 Minuten.

## Karrierestatistiken

### NCAA
| Saison  | Team       | GP  | GS | MPG  | FG % | 3P % | FT % | RPG | APG | SPG | BPG | PPG  |
| ------- | ---------- | --- | -- | ---- | ---- | ---- | ---- | --- | --- | --- | --- | ---- |
| 2010–11 | Providence | 31  | 1  | 15,3 | .387 | .259 | .784 | 1,5 | 0,5 | 0,7 | 0   | 4,0  |
| 2011–12 | Providence | 32  | 32 | 38,6 | .413 | .379 | .891 | 2,5 | 2,3 | 1,0 | 0,2 | 14,3 |
| 2012–13 | Providence | 32  | 31 | 37,8 | .437 | .364 | .798 | 3,6 | 2,9 | 0,9 | 0,1 | 19,7 |
| 2013–14 | Providence | 35  | 35 | 39,9 | .419 | .367 | .853 | 3,5 | 5,9 | 1,0 | 0,1 | 21,8 |
| Gesamt  | Gesamt     | 130 | 99 | 33,2 | .421 | .361 | .838 | 2,8 | 3,0 | 0,9 | 0,1 | 15,2 |

### NBA
| Saison  | Team    | GP | GS | MPG  | FG %  | 3P % | FT % | RPG | APG | SPG | BPG | PPG |
| ------- | ------- | -- | -- | ---- | ----- | ---- | ---- | --- | --- | --- | --- | --- |
| 2014–15 | Utah    | 15 | 0  | 10,6 | .420  | .350 | .833 | 1,2 | 1,0 | 0,3 | 0   | 5,3 |
| 2023–24 | Phoenix | 3  | 0  | 11,0 | .250  | .000 | .000 | 0   | 1,0 | 1,0 | 0   | 1,3 |
| 2015–16 | Memphis | 5  | 0  | 1,2  | 1.000 | .000 | .000 | 0   | 0   | 0   | 0   | 0,8 |
| Gesamt  | Gesamt  | 23 | 0  | 8,6  | .418  | .304 | .833 | 0,8 | 0,8 | 0,3 | 0   | 3,8 |

### NBL
| Saison  | Team           | GP | GS | MPG  | FG % | 3P % | FT % | RPG | APG | SPG | BPG | PPG  |
| ------- | -------------- | -- | -- | ---- | ---- | ---- | ---- | --- | --- | --- | --- | ---- |
| 2016–17 | Perth Wildcats | 16 | 16 | 33,2 | .474 | .352 | .889 | 3,2 | 3,1 | 1,3 | 0,0 | 23,1 |
| 2017–18 | Perth Wildcats | 30 | 30 | 32,7 | .441 | .448 | .869 | 3,0 | 3,1 | 1,3 | 0,0 | 19,8 |
| 2018–19 | Perth Wildcats | 31 | 31 | 35,2 | .404 | .352 | .860 | 4,0 | 3,8 | 1,0 | 0,1 | 21,8 |
| 2019–20 | Perth Wildcats | 33 | 33 | 34,6 | .427 | .387 | .848 | 4,1 | 4,1 | 1,5 | 0,0 | 22,9 |
| 2020–21 | Perth Wildcats | 32 | 32 | 35,5 | .407 | .319 | .900 | 2,8 | 5,7 | 1,4 | 0,1 | 23,5 |
| 2021–22 | Perth Wildcats | 28 | 28 | 35,2 | .412 | .359 | .913 | 3,8 | 4,9 | 1,4 | 0,0 | 22,7 |
| 2022–23 | Perth Wildcats | 30 | 30 | 36,4 | .404 | .362 | .913 | 4,6 | 4,9 | 1,6 | 0,0 | 23,4 |
| 2023–24 | Perth Wildcats | 30 | 30 | 37,7 | .404 | .349 | .890 | 3,9 | 4,1 | 1,5 | 0,1 | 22,9 |
| 2024–25 | Perth Wildcats | 28 | 28 | 34,9 | .456 | .431 | .870 | 3,4 | 4,7 | 1,1 | 0,3 | 28,1 |